# Chaca serica
Chaca serica is een straalvinnige vissensoort uit de familie van de grootkopmeervallen (Chacidae). De wetenschappelijke naam van de soort is voor het eerst geldig gepubliceerd in 2012 door Ng & Kottelat.